# Thyridanthrax subperspicallaris
Thyridanthrax subperspicallaris är en tvåvingeart som beskrevs av Mario Bezzi 1922. Thyridanthrax subperspicallaris ingår i släktet Thyridanthrax och familjen svävflugor. Inga underarter finns listade i Catalogue of Life.